# 馬克·伍德福德
馬克·伍德福德（英語：Mark Woodforde，1965年9月23日—），澳洲已退役職業網球運動員。於1984年成為職業球員。他與他的搭檔是1990年代最為出色的世界男子網球雙打組合之一。

## 外部連結
- Mark Woodforde | International Tennis Hall of Fame（英文）
- 馬克·伍德福德（英文/西班牙文）的官方資料
- 馬克·伍德福德的國際網球總會 職業／青少年 官方資料（英文）
- 馬克·伍德福德的官方資料（英文）
- Mark Woodforde – Player Profiles - Players and Rankings - News and Events - Tennis Australia （页面存档备份，存于） （英文）